# André-Marie-Elie Jarosseau
André-Marie-Elie Jarosseau (Saint-Mars-des-Prés, 13 aprile 1858 – Tolosa, 18 gennaio 1941) è stato un vescovo cattolico francese, missionario cappuccino in Etiopia.

## Biografia
Abbracciò la vita religiosa nell'ordine dei frati minori cappuccini nella provincia di Tolosa e ricevette l'abito religioso l'8 settembre 1876. Fu ordinato prete il 17 dicembre 1881 e l'anno successivo partì per le missioni tra i Galla in Etiopia; nel 1895 fu nominato superiore regolare della missione.
Il 6 aprile 1900 fu eletto vescovo di Sauatra in partibus e nominato vicario apostolico dei Galla. Estese l'attività missionaria attraverso la regione di Harar e aprì scuole, orfanotrofi e lebbrosari: per il servizio in queste opere, fondò la congregazione delle suore francescane di Nazareth.
Promosse relazioni amichevoli tra la Santa Sede e gli imperatori Menelik II e, poi, Hailé Selassié; lavorò per l'ammissione dell'Etiopia nella Società delle Nazioni.
Dopo l'occupazione italiana dell'Etiopia, fu costretto a lasciare la guida del suo vicariato apostolico e l'8 giugno 1938 si ritirò in Francia.

## Genealogia episcopale
La genealogia episcopale è:
- Cardinale Scipione Rebiba
- Cardinale Giulio Antonio Santori
- Cardinale Girolamo Bernerio, O.P.
- Arcivescovo Galeazzo Sanvitale
- Cardinale Ludovico Ludovisi
- Cardinale Luigi Caetani
- Cardinale Ulderico Carpegna
- Cardinale Paluzzo Paluzzi Altieri degli Albertoni
- Papa Benedetto XIII
- Papa Benedetto XIV
- Papa Clemente XIII
- Cardinale Marcantonio Colonna
- Cardinale Giacinto Sigismondo Gerdil, B.
- Cardinale Giulio Maria della Somaglia
- Cardinale Carlo Odescalchi, S.I.
- Cardinale Costantino Patrizi Naro
- Cardinale Lucido Maria Parocchi
- Cardinale Girolamo Maria Gotti,  O.C.D.
- Vescovo André-Marie-Elie Jarosseau, O.F.M.Cap.